# Eudiplister micipsa
Eudiplister micipsa är en skalbaggsart som först beskrevs av Sylvain Auguste de Marseul 1861.  Eudiplister micipsa ingår i släktet Eudiplister och familjen stumpbaggar. Inga underarter finns listade i Catalogue of Life.